# 나오이리정
나오이리정(直入町)은 오이타현 서부에 있던 정으로 나오이리군에 속했다. 
2005년 4월 1일, 나오이리군 오기정, 구주정과 함께 다케타시에 신설합병해 신 다케타시가 되어 독립된 자치단체로서의 정은 소멸하였지만 합병 이후 주소 표기에는 오이타현 다케타시 나오이리정처럼 지명은 그대로 남아있다 

## 역사
- 1955년 3월 31일 - 나오이리군 2촌이 합병해, 나오이리정이 성립하였다.
- 2005년 4월 1일 - 나오이리군 오기정, 구주정과 합병해 신 다케타시가 되어 소멸하였다.

## 교통

### 도로
- 오이타현도 제30호선
- 오이타현도 제47호선
- 오이타현도 제209호선
- 오이타현도 제412호선